# Dem vi var
Dem vi var er en dansk dokumentarfilm fra 2016 instrueret af Sine Skibsholt.

## Handling
Det ligner et liv som så mange andre: Kristian og Mette Line har været sammen i 12 år. Det begyndte med forelskelse, rejser og karriereræs, og senere voksede livet som ”dig og mig” til en familie. Sammen har de børnene Celeste og Cyron, og for to år siden købte de drømmehuset i Kongens Lyngby. Her skulle de udleve deres mange drømme og forestillinger om livet. Men en dag falder den 39-årige Kristian pludseligt om med en fatal blodprop, som ødelægger 1/3 af hans hjerne. Skaden er uoprettelig og livet, som de kendte det, er for evigt ovre.